# Samuel Biarnay
Samuel Léonard Biarnay (Saint-Laurent-du-Cros, 15 gennaio 1879 – Fès, 10 ottobre 1918) è stato un orientalista francese.
Diede importanti contributi agli studi sulla lingua e sulla cultura berbera.

## Biografia
Il padre, Léonard (la madre si chiamava Marie Riffand), era un maestro originario delle Hautes-Alpes, trasferito ad insegnare ad Aïn-Tolba (nell'oranese), e seguendo le orme paterne egli si iscrisse alla scuola per maestri di Bouzaréa, da cui uscì per insegnare alla Kalaa dei Beni-Rached (sempre nell'Oranese). Dal 1º ottobre 1898 al 15 dicembre 1906 esercitò l'attività di "Instituteur des Ecoles d'indigènes d'Algérie", acquisendo conoscenze sempre maggiori di arabo e, successivamente, di berbero, dopo un trasferimento nello Mzab e poi a Ouargla.
A un certo punto, però, decise di abbandonare l'insegnamento per dedicarsi, in Marocco, ad un'attività completamente diversa: quella di gestore dei servizi telegrafici e postali nel regno del Marocco. Dal 15 dicembre 1906 al 13 maggio 1910 fu impiegato ai "Télégraphes Chérifien du Maroc", e successivamente, a partire dal 13 maggio 1910, fu Direttore delle Poste e Telegrafi Cheriffali del Marocco.
Nel 1912, poco dopo la firma del trattato di protettorato franco-spagnolo sul Marocco (avvenuta il 30 maggio di quell'anno), scoppiarono violenti moti a Fes, ed in particolare vennero presi di mira i lavoratori dei telegrafi. Biarnay si prodigò in tale occasione per cercare di soccorrere i telegrafisti assediati, prima con un assalto alla testa di un gruppo di indigeni rimastigli fedeli, e successivamente con l'aiuto di una pattuglia, riuscendo a salvare alcuni di essi dal massacro. Per il valore dimostrato in tale frangente gli fu conferito il titolo di cavaliere della Legion d'Onore.
Morì prematuramente di influenza spagnola il 10 ottobre 1918.

### Opere di Samuel Biarnay
- S. Biarnay, Etude sur le dialecte berbère de Ouargla, Alger, Leroux, 1908 [Bulletin de correspondance africaine 37] (testo online - www.archive.org)
- S. Biarnay, Etude sur le dialecte des Bet't'ioua du Vieil-Arzeu, Alger, 1911
- S. Biarnay, "Notice sur les dialectes berberes parles par les Aith-Sadden et les Beni-Mgild", Revue africaine, vol. 55 (1911)
- S. Biarnay, "Six textes en dialecte berbere des Beraber de Dades", Journal Asiatique 10 série, Tome 19 (1912), p. 346-71. (testo in pdf)
- S. Biarnay, "Notes sur les chants populaires du Rif", Archives Berberes 1.1 (1915-1916), p. 22-39.
- S. Biarnay, "Un cas de régression vers la coutume berbère chez une tribu arabisée", Archives Berberes 1.2-4 (1915-1916), p. 219-229.
- S. Biarnay, Etude sur les dialectes berberes du Rif, Paris: Leroux, 1917 [Bulletin de correspondance africaine 54]
- S. Biarnay, "Voleurs, recéleurs et complices dans les vallées inférieures du Sebou et de l'Ouargha", Archives Berberes 2 (1917), p. 135-148.
- S. Biarnay, "Notes d'ethnographie et de linguistique nord-africaines", (pubbl. postuma a cura di Louis Brunot & Emile Laoust), Paris, Leroux [Publicatione de l'Institut des Hautes Etudes Marocaines 12].

### Opere su Samuel Biarnay
- Henri Basset, "S. Biarnay", Revue Africaine 59 (1918), pp. 494-498.
- Lamara Bougchiche, Langues et littératures berbères des origines à nos jours. Bibliographie internationale, Paris, Ibis Press, 1997 - ISBN 2-910728-02-1
- Louis Brunot, "Samuel Biarnay", in: Aimé Dupuy, Bouzaréa. Histoire illustrée des Écoles normales d'instituteurs d'Alger-Bouzaréa, Alger, impr. de F. Fontana, (s.d.), pp. 157-163. (testo in pdf, contiene anche l'art. successivo)[collegamento interrotto]
- J.-E. Rousset, "Quelques anecdotes sur Biarnay", in: Aimé Dupuy, Bouzaréa. Histoire illustrée des Écoles normales d'instituteurs d'Alger-Bouzaréa, Alger, impr. de F. Fontana, (s.d.), pp. 164-167.

| Controllo di autorità | VIAF (EN) 9838441 · ISNI (EN) 0000 0000 5928 3931 · LCCN (EN) no2008057597 · GND (DE) 1235015742 · BNE (ES) XX1205404 (data) · BNF (FR) cb10814767x (data) · J9U (EN, HE) 987007344264205171 |